# 日本のあかり博物館
日本のあかり博物館（にほんのあかりはくぶつかん）は長野県上高井郡小布施町にある美術館。　

## 概要
日本初の総合的な燈火の博物館として、1984年6月7日に開館。1980年に国重要有形民俗文化財に指定された金箱正美コレクションの灯火用具約963点などを展示している。1987年に財団法人を設立した。
展示室は明治時代末に建てられた米蔵2棟と、昭和初期の倉庫1棟を改装したもので、焚火、ろうそく、石油、ガスと変遷してきた燈火用具が年代的に並べられている。体験学習室にはあんどん、石油ランプ、電球、蛍光灯など光源別による明るさの比較を展示するコーナーなどがある。代表的な展示品としては、石製ひで鉢、角あんどん、瓦灯、箱提灯、ガス灯、燭台などがある。またあかりに関する文献約500点や、小布施の歴史民俗に関する史料約300点を所蔵している。